# Copa do Mundo de Críquete de 1975
A Copa do Mundo de Críquete de 1975 foi a primeira edição do torneio e realizada na Inglaterra.

## Países Participantes
| África            | Américas            | Ásia                            | Europa       | Oceania                     |
| ----------------- | ------------------- | ------------------------------- | ------------ | --------------------------- |
| - África Oriental | - Índias Ocidentais | - Índia - Paquistão - Sri Lanka | - Inglaterra | - Austrália - Nova Zelândia |

## Resultados

### Grupo A
| Time            | Pts | J | V | D | SR | PC   |
| --------------- | --- | - | - | - | -- | ---- |
| Inglaterra      | 12  | 3 | 3 | 0 | 0  | 4.94 |
| Nova Zelândia   | 8   | 3 | 2 | 1 | 0  | 4.07 |
| Índia           | 4   | 3 | 1 | 2 | 0  | 3.24 |
| África Oriental | 0   | 3 | 0 | 3 | 0  | 1.90 |

### Grupo B
| Time              | Pts | J | V | D | SR | PC   |
| ----------------- | --- | - | - | - | -- | ---- |
| Índias Ocidentais | 12  | 3 | 3 | 0 | 0  | 4.35 |
| Austrália         | 8   | 3 | 2 | 1 | 0  | 4.43 |
| Paquistão         | 4   | 3 | 1 | 2 | 0  | 4.45 |
| Sri Lanka         | 0   | 3 | 0 | 3 | 0  | 2.78 |

### Fase Final
|  | Semifinal                               | Semifinal         |       |  | Final                                        | Final |  |
|  |                                         |                   |       |  |                                              |       |  |
|  | 18 de Junho – Headingley Stadium, Leeds |                   |       |  |                                              |       |  |
|  | Inglaterra                              | 93                |       |  |                                              |       |  |
|  | Austrália                               | 94/6              |       |  |                                              |       |  |
|  |                                         |                   |       |  |                                              |       |  |
|  |                                         |                   |       |  | 21 de Junho – Lord's Cricket Ground, Londres |       |  |
|  |                                         |                   |       |  | Austrália                                    | 274   |  |
|  |                                         | Índias Ocidentais | 291/8 |  |                                              |       |  |
|  |                                         |                   |       |  |                                              |       |  |
|  |                                         |                   |       |  |                                              |       |  |
|  |                                         |                   |       |  |                                              |       |  |
|  | 18 de Junho – The Oval, Londres         |                   |       |  |                                              |       |  |
|  | Nova Zelândia                           | 158               |       |  |                                              |       |  |
|  | Índias Ocidentais                       | 159/5             |       |  |                                              |       |  |